# Olaus Jeldness
Pour les articles homonymes, voir Rune Gjeldnes.
Olaus Jeldness, né sous le nom d'Olaus Nilsen Gjeldnes le 1er octobre 1856 et mort le 24 avril 1935, est un mineur et sportif norvégien.
Il émigre aux États-Unis à 16 ans et travaille dans des mines dans plusieurs États américains. Après plusieurs échecs, il fait fortune à Rossland au Canada. Il fonde le club de ski de la ville et organise la première compétition de ski du Canada. À ce titre, il est considéré comme un pionnier du ski au Canada.
Ensuite il déménage à Spokane où il continue de travailler dans le domaine minier et il organise les premiers concours de saut de cette région des États-Unis.

## Biographie

### Enfance et travail dans les mines en Norvège et aux États-Unis

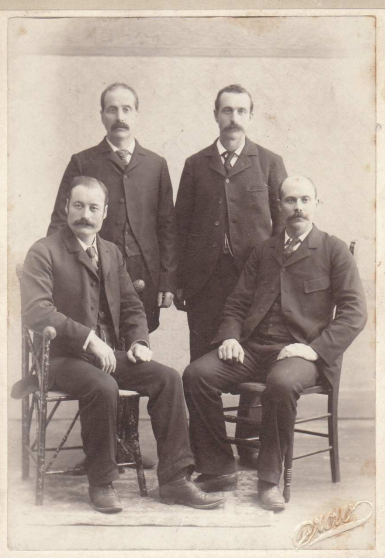
Les quatre frères Jeldness à une date inconnue.

Olaus Nilsen Gjeldnes est issue d'une famille de 7 enfants. Son père, Nils Gjeldnes, est fermier avec sa femme, Asbjørg Olsdotter, dans un hameau du village de Stangvik (en),. Dès son plus jeune âge, il est un bon sauteur à ski et un bon fondeur. À 15 ans, il aurait même réalisé le record du monde de saut à ski avec un saut à 28 mètres,,,. Au mois de mai 1873, il rejoint au Michigan deux de ses frères, Halvor et Anders, plus âgés pour travailler dans les mines de fer,. Afin d'être plus prononçable par les Américains, le nom Gjeldnes est américanisé en Jeldness. En 1874, les trois frères déménagent dans le Missouri afin de travailler dans les mines de plomb. Deux ans plus tard, les trois frères déménagent à nouveau afin de chercher de l'or et de l'argent dans les Black Hills puis dans le Colorado l'année suivante. Au cours de ce périple à travers les États-Unis, ils sont rejoints par Ole, leur dernier frère. Ils passent notamment à Leadville avant de s'installer à Poughkeepsie Gulch dans le comté de San Juan. Ils changent plusieurs fois de mines mais ne rencontrent pas le succès espéré.
L'hiver étant long — de novembre à avril, voir plus — et très enneigé au Colorado, les skis sont un moyen de déplacement très utilisé et un loisir qui se développe. Lors de l'hiver 1878-1879, les mineurs de Poughkeepsie Gulch construisent un tremplin et un concours est organisé dans le village. Les quatre frères sont des skieurs précédés d'une grande réputation et redoutés dans le Colorado.
En 1891, les mines où ils travaillent ferment et les quatre frères décident de retourner dans leur village en Norvège. Ils sont accueillis très chaleureusement par les habitants. Dès leur retour, une personne leur montre des échantillons extraits d'une nouvelle mine située dans le Nord de la Norvège. Intéressé les trois frères décident de racheter des parts de la mine. Les propriétaires décident de confier la gestion de la mine à Olaus Jeldness, alors âgé de 25 ans. Il travaille environ deux ans dans cette mine avant de décider de retourner aux États-Unis. En 1884, il s'installe au camp Murray-Pritchard dans les Montagnes Rocheuses d'Idaho-Bitterroot situé dans le nord de l'Idaho. En 1886 ou en 1887, il achète des parts dans une mine d'argent, la mine Arlington dans le comté d'Okanogan dans l'État de Washington. En juin 1887, cette mine est rachetée par une entreprise de l'Oregon dirigée par Jonathan Bourne Jr. (en). Ce dernier confie à Olaus Jeldness l'achat et la vente de mines pour son entreprise. En juillet 1889, Olaus Jeldness prend une option pour le groupe Bourne sur six mines d'argent à Spring Gulch dans le Montana. Olaus Jeldness est chargé de gérer et de développer ces six mines alors que Jonathan Bourne reste à Portland et apporte les moyens financiers ainsi que les investisseurs. Cependant, à la fin de l'option, les différentes parties ne parviennent pas à s'entendre sur la valeur des mines et l'affaire échoue.
Jonathan Bourne envoie ensuite Olaus Jeldness prospecter dans le comté des Nez-Percés puis dans la Péninsule Olympique mais il rentre bredouille. Lors du début d'année 1891, il s'installe à Spokane et il travaille à la mine Ruby Hill avec son frère Anders. Sa fille, Randie, naît à Spokane en mai.
Quelques mois plus tard, il retourne, sans sa femme et sa fille, dans les mines d'argent à Spring Gulch mais pour le compte d'un autre employeur. Finalement, il parvient à acheter une mine à proximité, Little Anaconda, et sa femme et sa fille le rejoigne dans le Montana. Cependant, le prix de l'argent est faible en raison de la panique de 1893 et il ne parvient pas à rembourser ces dettes. Après plusieurs échecs, il décide de prendre, seul, la route de Rossland au Canada.

### Installation à Rossland

#### Carrière dans les mines
À Rossland, il trouve un emploi à la mine Josie. La mine est exploitée du printemps à l'automne et Olaus Jeldness est le seul employé durant la période hivernale. Il profite de cette période hivernale pour explorer la mine et il découvre un filon de minerai non exploité. Il envisage de créer une entreprise et d'exploiter seul ce filon mais les propriétaires de la mine ne sont pas d'accord et il quitte son emploi le 1er janvier 1895. Il devient « prospecteur indépendant », construit une maison et achète une parcelle de terre sur Sophie Mountain. Après plusieurs mois passé dans le Michigan, sa femme Sigrid et sa fille Randie, rejoignent Olaus Jeldness à Rossland en juillet 1895.
Sur Sophie Mountain, deux mines sont exploitées : la mine Victory et la mine Triumph. Olaus Jeldness, avec d'autres associés, achètent des parcelles proches de ces mines et ils découvrent en 1896 la Velvet. Ces mines attirent l'attention d'importantes entreprises minières et en 1896, Olaus Jeldness et ses associés vendent, contre une somme importante, la mine Victory et la mine Triumph puis la Velvet en 1897. Olaus Jeldness profite de l'argent reçu pour investir dans une nouvelle mine, la Number 1 qui est située à proximité de la mine Josie. Quelques mois plus tard, alors que la mine n'est pas même pas exploitée, Olaus Jeldness parvient à la revendre, en réalisant une plus-value, à un groupe d'investisseurs britannique.

#### Pionnier du ski

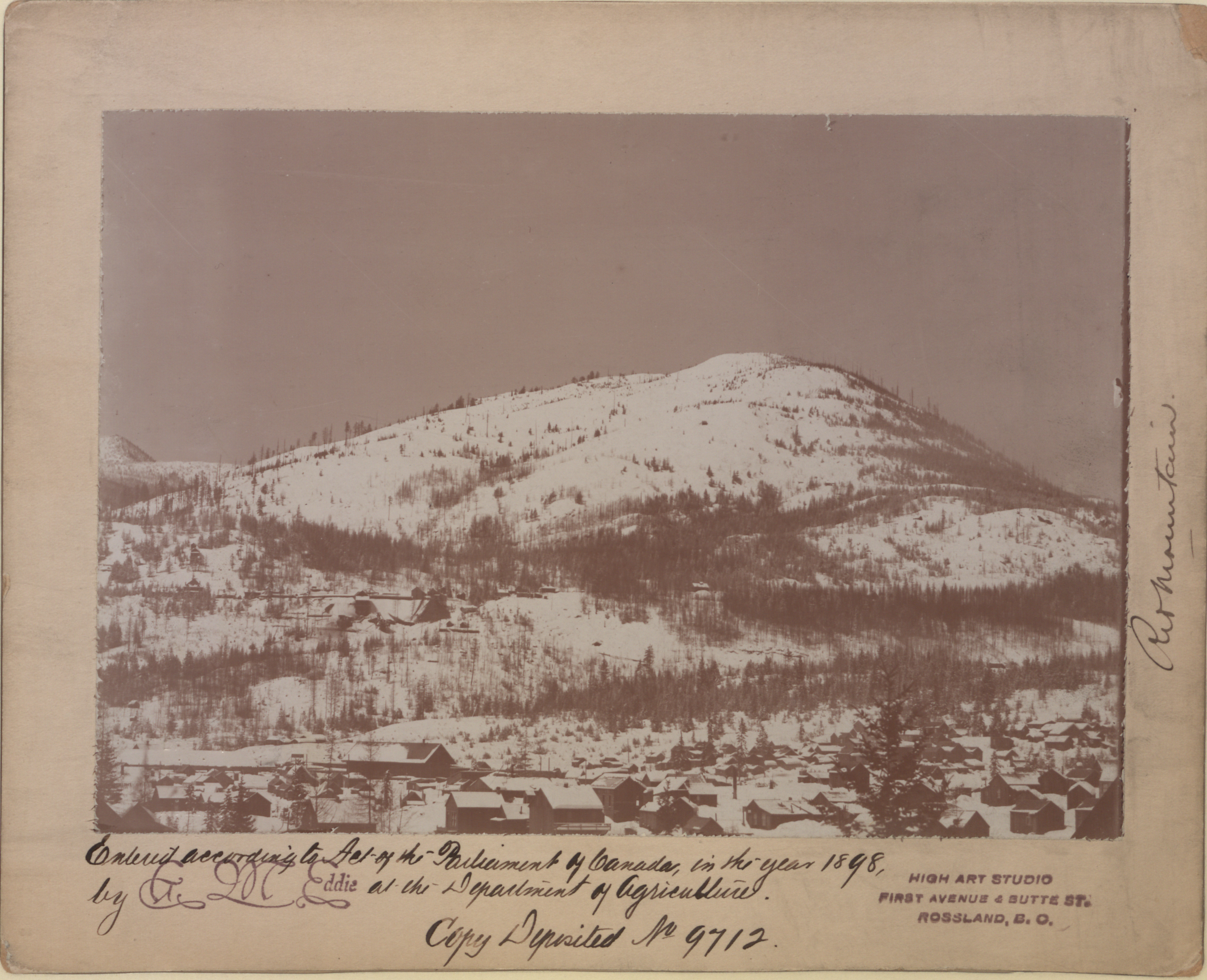
Red Mountain en 1898.

Les bonnes affaires réalisées par Olaus Jeldness à Rossland lui permettent d'avoir du temps libre. Celui-ci décide notamment de faire de grandes ballades à ski sur Red Mountain (en). Olaus Jeldness fait des émules et donc, en 1896 ou en 1897, un club de ski est créé dans la ville. Il en devient président et principal organisateur de compétitions internationales qui ont lieu en 1897, 1898 et 1899, toujours sur Red Mountain. Le 6 mars 1897, il organise la première course de ski du Canada,. En février 1898 se tient le premier festival d'hiver de la ville. Il y a notamment au programme une descente de la montagne avec un départ en groupe et un libre choix laissé sur le parcours. Trois athlètes sont au départ de la course et Olaus l'emporte devant son frère Anders. Le lendemain, un concours de saut à ski a lieu au centre-ville sur Spokane Street et c'est à nouveau Olaus Jeldness qui l'emporte. La seconde édition de la compétition a lieu en janvier 1899. À nouveau, Olaus Jeldness remporte la descente disputée par cinq concurrents sur Red Mountain et il remporte le concours de saut à ski grâce à un saut de 12,2 mètres,.
Lors de l'été 1899, il déménage à Spokane mais il vient participer au festival d'hiver en 1900 et il remporte à nouveau les deux compétitions. Sa troisième victoire consécutive dans les compétitions lui permet de détenir définitivement les deux trophées : le trophée MacIntosh pour la descente et le trophée War Eagle pour le saut à ski. Finalement, il choisit de ne garder que le trophée MacIntosh et il fait faire un trophée qu'il baptise le trophée Jeldness pour le remplacer pour les éditions suivantes. Olaus Jeldness se retire de la compétition en 1900 à 44 ans.

### Déménagement à Spokane et voyages

#### Travail dans le secteur minier
Il déménage à Spokane lors de l'été 1899 qui est à l'époque la ville financière pour le domaine minier. Il continue à travailler dans le secteur minier mais plus dans un rôle de consultant et dans le management de sociétés. En mai 1900, il part avec son frère Anders pour l'Alaska afin de chercher de l'or mais ils rentrent bredouilles. En 1905, Olaus Jeldness décide de tenter sa chance au Spitzberg dans l'archipel du Svalbard. Olaus Jeldness trouve plusieurs investisseurs intéressés dont Frederick Ayer (en) et il part avec un ingénieur, William D. Munroe, et un industriel, John Munro Longyear, pour inspecter ce territoire. Ils parviennent à trouver des matériaux de bonne qualité et leur société, Arctic Coal Company (en), décide de prendre une option sur plusieurs mines. Soudainement et pour une raison inconnue, Olaus Jeldness décide de rentrer aux États-Unis. La raison évoquée pourrait être l'éloignement du territoire — en autarcie pendant 8 mois de l'année — ainsi que l'éloignement de sa famille, sa femme l'accompagne au Svalbard mais les trois enfants du couple sont aux États-Unis. Malgré tout, la mine est ouverte et elle est finalement vendue en même temps que l'Arctic Coal Company en 1916 à la Store Norske Spitsbergen Kulkompani.
Quelques mois plus tard, il part à Ely dans le Nevada. Il part sans sa famille — restée à Spokane — et devient manager d'une entreprise locale afin de développer plusieurs mines de cette ville. En mai 1907, il estime avoir rempli sa mission et démissionne. Cependant, il ne rentre pas à Skopane et il reste seul à Ely afin de développer des propriétés qu'il a achetées dans cette ville.
En 1917, Olaus Jeldness est le Président-directeur général d'une société de Spokane qui a des activités dans le comté de Lane dans l'Oregon. La société possède 800 hectares de terres et est finalement racheté par une autre société en échange d'actions. Olaus Jeldness détient alors 300 000 actions d'une valeur d'un dollar chacune. En 1922, William J. Priestley qui possède avec H. W. C. Jackson la mine Apex aux environs de Seattle, une mine d'or et d'arsenic, demande à Olaus Jeldness de lui trouver un acheteur. Finalement, Olaus Jeldness échoue à trouver un acheteur mais il reprend la mine avec H. W. C. Jackson. Il cherche des investisseurs à New-York avec un bénéfice espéré important en raison du prix de l'arsenic. Cependant, le prix de l'arsenic baisse et les investisseurs abandonnent le projet.

#### Intérêt pour le pétrole
Au printemps 1914, une effervescence prend Spokane en raison de la découverte de gaz et de pétrole à Calgary. La zone potentielle de présence d'hydrocarbures s'étendait sur toute la vallée de la rivière Flathead. Une société la The Flathead Petroleum Company est fondée en mai ou juin 1914 afin d'exploiter des gisements. Olaus Jeldness est embauché par cette société en tant qu'investisseur, directeur et vice-président. La société lance un puits dans un lieu isolé sur le col du Nid de Corbeau. Le puits est un échec et la société l'abandonnent et lance deux nouveaux puits à Greybull. La société n'obtient pas les résultats escomptés et le prix des actions baissent de façon importante. Petit à petit, Olaus Jeldness renonce à ses responsabilités dans l'entreprise.
En 1921, Skopane est au centre de l'attention. Certaines personnes, dont Olaus Jeldness, pensent que la ville est construite sur une réserve importante de pétrole. Cependant, les analyses faites par l'Institut d'études géologiques des États-Unis ne corroborent pas l'hypothèse et l'intérêt des compagnies pétrolières pour Skopane disparaît.

#### Promotion du ski
Olaus Jeldness continue de promouvoir le ski et il est même surnommé à Spokane « le vétéran du ski »,. Il écrit plusieurs articles dans la presse locale. En 1913, il décide de construire un tremplin notamment pour Ole Larsen. Ce dernier est un skieur norvégien ayant émigré aux États-Unis en 1907, qui a réalisé le record du tremplin d'Eau Claire et qui habite Spokane. Le tremplin doit permettre à Ole Larsen de s'entraîner et il  est construit sur Silver Hill au sud-est de la ville. Le mois de janvier 1913 est extrêmement enneigé à Spokane et l'idée d'une démonstration est lancée. Engwald Engen, un champion ayant remporté à plusieurs reprises le concours de Rossland, décide de participer. L'évènement est considéré comme un succès avec plus d'une centaine de spectateurs et des sauts à plus de 30 mètres,. Olaus Jeldness décide de fonder un club de ski dont il devient le président. Le club organise un concours officiel cette fois à la fin janvier 1913 (soit deux semaines après la démonstration). Les deux mêmes athlètes sont présents mais cette fois la foule avoisine les 500 spectateurs. Les conditions de neige se sont dégradés depuis l'exhibition et les performances sont moins bonnes. Malgré tout, une nouvelle démonstration, avec une descente en complément, est prévue le dimanche suivant. Cette fois, Engwald Engen, ne participe pas mais il y a toujours Ole Larsen et des participants locaux. Ole Larsen l'emporte en saut et dans le concours de descente. En 1915, une nouvelle démonstration est organisée et c'est à nouveau Ole Larsen qui l'emporte avec un saut à 33 mètres,. Cependant le nombre de spectateurs est faible et Olaus Jeldness prend du recul avec l'organisation de compétitions de ski. Le club décide de construire un nouveau tremplin sur le Mont Spokane (en).
Malgré tout, Olaus Jeldness reste membre du club et des concours sont organisés sur ce nouveau tremplin. Dans les années 1930, les concours parviennent à attirer plus de 20 000 spectateurs.

#### Autres activités
En parallèle de ses activités, Olaus Jeldness investit dans l'immobilier. Il possède notamment le Rex Theater. Dans les années 1910, Olaus Jeldness le fait rénover pour 20 000 $. Le théâtre peut contenir 250 places mais il est considéré comme exigüe. En 1933 pendant la Grande Dépression, Olaus Jeldness est endetté et il doit céder le théâtre. En plus, Olaus Jeldness possède à proximité du théâtre un bar ainsi qu'une maison.
En 1911 et 1914, Olaus Jeldness est vice-président de l'American Scandinavian Publishing and Printing Company. Cette société publie entre une revue entre 1908 et 1912 notamment en direction de la communauté des immigrés norvégiens et suédois vivant en Amérique du Nord.

### Mort
En 1929, Fridtjof Nansen, l'explorateur fait une tournée aux Etats-Unis et lorsqu'il passe par Spokane s'arrête voir Olaus Jeldness. En 1929 et en 1930, la femme, Sigrid, et la fille d'Olaus Jeldness, Randie, meurent,.
Olaus Jeldness meurt d'une pneumonie le 24 avril 1935 à l'hôpital de Spokane. Lors de son décès, sa situation financière est précaire notamment en raison de la grande dépression. Il ne dispose plus que de sa maison, d'une assurance-vie et de parts dans des compagnies minières.

## Famille

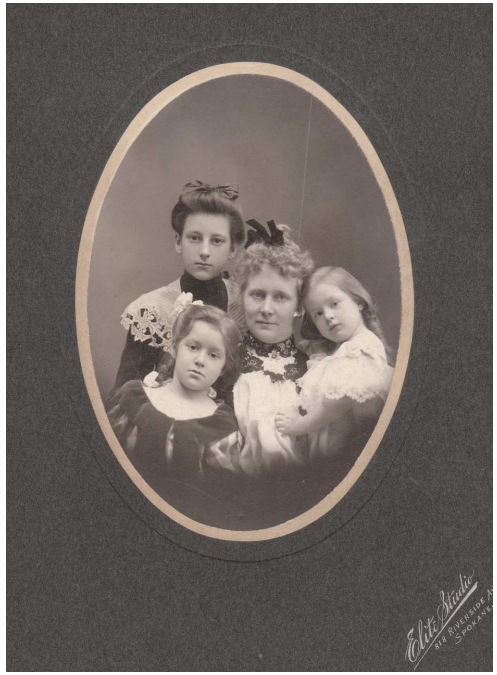
La femme et les trois filles d'Olaus Jeldness

Olaus Jeldness est issue d'une famille de 7 enfants. Son père, Nils Gjeldnes, est fermier avec sa femme, Asbjørg Olsdotter, dans un hameau du village de Stangvik (en). Les sept enfants ont émigré aux États-Unis,. Les quatre frères (Halvor, Ole, Olaus et Anders) ont tous travaillé dans les mines. Devant leur manque de réussite, Halvor et Ole ont choisi d'autres voies : Halvor a tenu un saloon et Ole est devenu forgeron. Anders et Olaus ont travaillé dans le domaine minier la majeure  partie de leurs vies. Les trois sœurs d'Olaus ont également immigré aux États-Unis : Maria et Guro, jeune avec leurs frères et en 1906 pour Randi.
En 1890, Olaus Jeldness se marie avec Sigrid Henricksen. Cette dernière est originaire de la même région de Norvège qu'Olaus Jeldness et elle a immigré avec sa famille étant enfant aux Etats-Unis. Le couple a trois filles : Randie, Agnes et Margaret. La sœur de Sigrid, Marie, vit avec la famille et elle aide Sigrid notamment lors des longs voyages d'Olaus Jeldness .

## Honneurs

### Résultats
Olaus Jeldness aurait réalisé le record du monde de saut à ski avec un saut à 28 mètres,. Cependant, il est difficile de confirmer ce fait. Olaus Jeldness remporte la descente et le saut à ski lors des trois premières éditions du Festival de ski de la ville de Rossland.

### Distinctions
Olaus Jeldness dispose d'une statue à son effigie dans la ville de Rossland. En 1988, il est introduit au temple de la renommée du ski canadien (en).

### Héritage
En 1900, il remporte le trophée MacIntosh après avoir remporté trois fois la descente du festival de Rossland trois fois consécutivement. Il fait faire un trophée de remplacement pour la compétition de descente. Un norvégien remporte ce trophée et Olaus Jeldness fait faire un nouveau trophée et il souhaite l'attribuer au vainqueur du concours de saut. Les mots suivants sont inscrits sur ce trophée :

« Ne jouez pas pour gagner, mais pour le sport.

Ne sautez pas pour l'or, mais réjouissez-vous.

Oh ! Jeunesse, joue bien ta part

Quel que soit le gain pour ta vie. »

— Olaus Jeldness,  
En 1908, il est nommé « responsable honoraire du festival ». En 1967, Nigger Mountain est renommé en Mont Jeldness.

## Style, personnalité et caractéristiques
Olaus Jeldness est considéré comme une référence dans le domaine minier. Son honnêteté est saluée tout au long de sa vie. Il est également considéré comme un bon connaisseur de la géopolitique mondiale, de la politique norvégienne ainsi que de la politique américaine,. Au cours de sa vie, il aurait participé et remporté plusieurs débats ce qui lui aurait permis plusieurs fois de remporter de l'argent.
Du point de vue religieux, Olaus Jeldness est agnostique. Cependant avec sa femme, ils sont membres de la Universalisme unitarien.
Olaus Jeldness n'est pas très grand, entre 1,75 m (5′ 9″) et 1,78 m (5′ 10″), mais il dispose d'une grosse force physique.

## Publications

### Livres
- (en) Reminiscences
- (en) Journal of Olaus and Sigrid Jeldness

### Articles
- (en) An open letter to Mrs. Randi Husbye from her brother Olaus Jeldness, 1888
- (en) « Skiing the royal sport of the northlands », American Scandinavian, Spokane,‎ janvier 1910 (lire en ligne)
- (en) « On faith and superstition », Spokesman Review, Spokane,‎ 29 juillet 1912
- (en) « On faith and superstition », Spokesman Review, Spokane,‎ 13 août 1912
- (en) « Crummey's find aid to silver », Spokesman Review, Spokane,‎ 27 novembre 1921
- (en) « Huge Douglas fir described by Olaus Jeldness », Spokesman Review, Spokane,‎ date inconnue